# Рахат (Єнбекшиказахський район)
Раха́т (каз. Рахат) — село у складі Єнбекшиказахського району Алматинської області Казахстану. Входить до складу Рахатського сільського округу.
Населення — 9438 осіб (2021; 2391 у 2009, 2236 у 1999, 1677 у 1989).